# Lepidoscia euryptera
Lepidoscia euryptera is een vlinder uit de familie van de zakjesdragers (Psychidae). De wetenschappelijke naam van deze soort is voor het eerst voorgesteld als Xysmatodoma euryptera door Edward Meyrick in een publicatie uit 1893.
De soort komt voor in Australië (Queensland).